# Chłoniak MALT
Chłoniak MALT (ang. mucosa associated lymphoid tissue lymphoma) – rodzaj chłoniaka B-komórkowego obwodowego. Pod względem częstości występowania stanowi 7,5–8% wszystkich chłoniaków. 

## Epidemiologia
Występuje głównie u starszych osób (mediana – 61 lat). Występowanie chłoniaka MALT jest często (72–98%) związane z przewlekłym zapaleniem żołądka wywołanym przez Helicobacter pylori.

## Obraz kliniczny i patomorfologiczny
W ponad 50% lokalizuje się w żołądku, rzadsze umiejscowienie to: jelita, płuca, gruczoły łzowe, skóra. Rzadko występują objawy ogólne.
Poprzedzony jest najczęściej długotrwałą chorobą zapalną o podłożu autoimmunologicznym.
Komórki nowotworowe naciekają strefę brzeżną grudek chłonnych. Cechują się one zmienną morfologią od komórek przypominających małe limfocyty, monocyty, immunoblasty aż do centroblastów.

## Diagnostyka

### Badanie immunofenotypowe
Stwierdza się ekspresję
- pan-B
- oraz brak markerów
  - CD5
  - CD10
  - CD23

### Badanie cytogenetyczne
Najczęściej stwierdza się translokację t(11;18)(q21;q21).

## Leczenie
Leki pierwszego rzutu:
- leki alkilujące: chlorambucyl, cyklofosfamid
- analogi puryn: fludrabina, kladrybina

Leczenie składa się z 6-8 cykli podawanych w odstępach co 3-4 tygodnie według schematów:
- COP (cyklofosfamid, winkrystyna, prednizon)
- CHOP (cyklofosfamid, doksorubicyna, winkrystyna, prednizon)

## Rokowanie
Chłoniak MALT należy do chłoniaków o małym stopniu złośliwości. Chory przeżywa kilka- kilkanaście lat bez leczenia. Jednak może on ulec transformacji w chłoniaka o dużym stopniu złośliwości, który wymaga agresywnego leczenia.
Jeśli choroba jest ograniczona do żołądka (co ocenia się w tomografii komputerowej), to 70–80% ma szansę uzyskać całkowitą regresję po eradykacji H. pylori przy pomocy antybiotyków.
Obecność translokacji chromosomalnej t(11;18)(q21;q21) związanej z powstaniem fuzyjnego genu AP12-MLT daje słabe rokowanie co do możliwości eradykacji.